# Oranges Are Not the Only Fruit (serie de televisión)
Oranges Are Not the Only Fruit es una miniserie dramática televisiva de la BBC de 1990, dirigida por Beeban Kidron. Jeanette Winterson escribió el guion, adaptando su primera novela semiautobiográfica del mismo nombre (publicada en 1985).  La BBC produjo y emitió tres episodios, con una duración total de 2 horas y 45 minutos.  Una versión continua de 145 minutos se proyectó en el Festival de Cine de Londres el 25 de noviembre de 1989.  La serie fue lanzada en DVD en 2005.
La serie ganó el premio BAFTA a Mejor Serie Dramática o Serial.

## Sinopsis
Charlotte Coleman Interpretó a Jess, una chica que creció en una familia evangélica pentecostal en Accrington, Lancashire, en la década de 1970, y que llega a comprender que es lesbiana. Los cuentos alegóricos que se entrelazan en la novela no aparecen en la pantalla. El acto sexual de la señorita Jewsbury con la menor Jess, que aparece en la novela, también fue excluido. A pesar de estos cortes, la serie causó controversia cuando se emitió debido a las escenas de sexo lésbico que se mantuvieron y a su representación de la fe pentecostal Elim.

## Elenco
- Jess - Charlotte Coleman
- La pequeña Jess - Emily Aston
- La madre de Jess - Geraldine McEwan
- Pastor Finch - Kenneth Cranham
- Guillermo - Peter Gordon
- Cissy - Barbara Hicks
- Elsie - Margery Withers
- Mayo - Elizabeth Spriggs
- Señora Green - Freda Dowie
- Señorita Jewsbury - Celia Imrie
- La verdadera madre de Jess: Sophie Thursfield
- Señora Arkwright - Pam Ferris
- Señora Virtud - Katy Murphy
- Señora Vole - Sharon Bower
- Médico - David Thewlis
- Gitana - Kay Clayton
- Pianista de iglesia - Tamar Swade
- Melanie - Cathryn Bradshaw
- Graham - Richard Henders
- Katy - Tania Rodrigues
- Enfermera - Suzanne Hall

## Premios
- La serie ganó el premio BAFTA a Mejor Serie Dramática o Serial.[5]
- En 1991, a través de la cadena PBS, la serie ganó el GLAAD Media Awards a la mejor película para televisión o serie limitada.
- En 2010, The Guardian clasificó la miniserie en el puesto número 8 en su lista de "Los 50 mejores dramas televisivos de todos los tiempos".[6]